# Casa Rectoral de Soto de Luiña

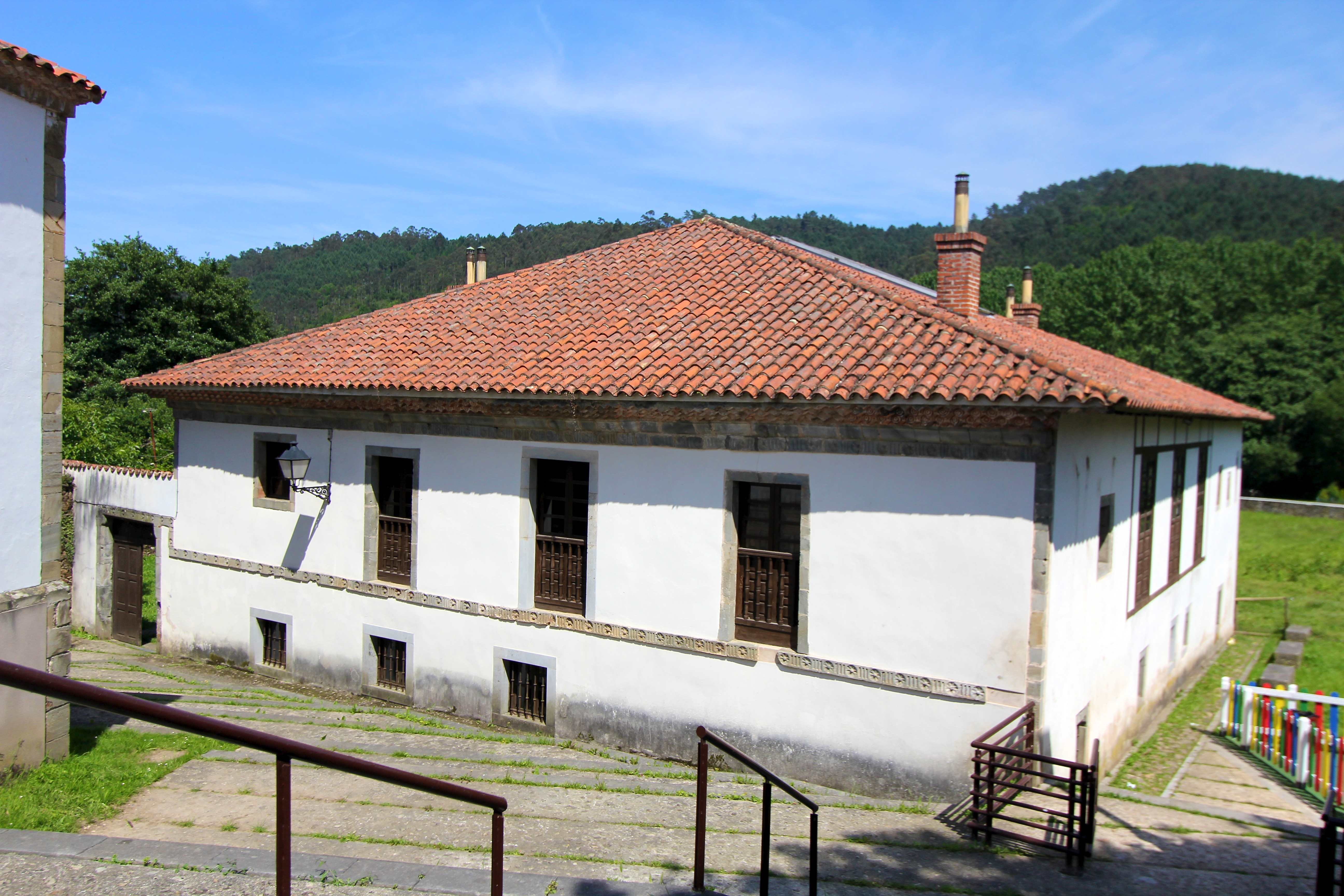
Casa rectoral de Soto de Luiña.

La Casa Rectoral ubicada en Soto de Luiña, municipio de Cudillero (Asturias, España) está vinculada a la iglesia de Santa María como antiguo hospital de peregrinos y constituye uno de los escasos ejemplos que se conservan en Asturias. 
Obra del siglo XVIII, reproduce el modelo de casa noble rural asturiana. Se encuentra situada a unos seis metros de la iglesia y separada de esta por e1 trazado del antiguo camino real. 
De planta cuadrada, se compone de bajo y piso alto, con cubierta a cuatro vertientes. Contaba con edificios anexos desaparecidos: Horno, pajar, hórreo, panera y antojana.
Como característica podemos señalar los frescos al temple que decoran la casi totalidad de las habitaciones. En la planta baja hallamos unos pequeños cuadros que representan figuras de santos, cuadros unidos entre sí por guirnaldas de flores y frutos. En el piso alto la decoración se hace más laica, a base de guirnaldas de flores y amplios racimos de frutos.
Todo ello dentro de un claro estilo barroco popular. Esta serie de frescos, sin duda contemporáneos de los que decoraban el ábside de la iglesia, con escenas y símbolos relativos a la Natividad, hoy perdidos, tiene el valor de ser uno de los pocos ejemplos de esta técnica pictórica que se conservan en Asturias.
Lo más relevante de la construcción a nivel decorativo es el friso en piedra que recorre el muro de la fachada en su parte superior e inferior, alternando triglifos y rnetopas con rosetas. Los vanos son adintelados con marcos de piedra. El alero conserva decoración pintada. Las tejas aparecen dispuestas a cobija.
Otra de las características singulares de este edificio es la gran riqueza de su carpintería, que conforma uno de los ejemplos más amplios (dada la riqueza y variedad de sus dibujos y tallas) de arte mueble asturiano aplicado a la arquitectura.
Sufrió diversas reformas desapareciendo en el siglo XIX el corredor del lado Sur. En el año 1983 se hundió gran parte de la cubierta del edificio, procediendo la Junta Parroquial de Soto de Luiña a la restauración del inmueble con ayuda de la Administración del Principado y del Arzobispado de Oviedo.